# Ege Bamyasi
Albums de Can
Tago Mago
(1971) Future Days
(1973)
Ege Bamyasi est le quatrième album du groupe de krautrock Can, sorti en 1972.

## Titres
1. Pinch – 9:28
2. Sing Swan Song – 4:49
3. One More Night – 5:35
4. Vitamin C – 3:34
5. Soup – 10:25
6. I'm So Green – 3:03
7. Spoon – 3:03

## Musiciens et enregistrement
- Holger Czukay — basse
- Michael Karoli — guitare
- Jaki Liebezeit — batterie
- Irmin Schmidt — clavier
- Damo Suzuki — chant

Enregistré et monté par Holger Czukay

Publié par Spoon Music / Gema

Messer Music / UK